# Cytheromorpha
Cytheromorpha is een geslacht van kreeftachtigen uit de klasse van de Ostracoda (mosselkreeftjes).

## Soorten
- Cytheromorpha acupunctata (Brady, 1880) Hanai, 1962
- Cytheromorpha aillyensis Bignot, 1961 †
- Cytheromorpha anceps Krutak, 1971
- Cytheromorpha apheles Bold, 1963 †
- Cytheromorpha arbenzi (Skinner, 1956) Maddocks, 1985 †
- Cytheromorpha arcireticulata Poag, 1972 †
- Cytheromorpha asperata Huff, 1970 †
- Cytheromorpha bimarginata Brestenska, 1975 †
- Cytheromorpha brabantica Keij, 1957 †
- Cytheromorpha braggsensis Smith J.K., 1978 †
- Cytheromorpha bulla Haskins, 1971 †
- Cytheromorpha butlerae Poag, 1972 †
- Cytheromorpha calva Krutak, 1961 †
- Cytheromorpha chiaoshenga Hu & Tao, 2008
- Cytheromorpha cingulata Poag, 1972 †
- Cytheromorpha claviformis Hirschmann, 1909
- Cytheromorpha crispata (Brady, 1869)
- Cytheromorpha curta Edwards, 1944 †
- Cytheromorpha diamphidia Maybury, 1993 †
- Cytheromorpha diformis (Weber, 1937) Morkhoven, 1963 †
- Cytheromorpha einarssoni Cronin, 1991
- Cytheromorpha eocenica Stephenson, 1946 †
- Cytheromorpha eskerensis Brouwers, 1990
- Cytheromorpha flexuosa Bertels, 1975 †
- Cytheromorpha fueguina Echevarria, 1987 †
- Cytheromorpha fuscata (Brady, 1869)
- Cytheromorpha golnarae (Yassini, 1980) Ciampo, 1986 †
- Cytheromorpha grandwashensis Brouwers, 1990
- Cytheromorpha implana Butler, 1963 †
- Cytheromorpha incisa Hazel, 1983 †
- Cytheromorpha iniqua Deltel, 1963 †
- Cytheromorpha kalikpikensis Brouwers, 1994 †
- Cytheromorpha keyi Ducasse, 1967 †
- Cytheromorpha kianotufei Hu, 1986 †
- Cytheromorpha kirtharensis Guha, 1968 †
- Cytheromorpha knikensis Forester & Brouwers, 1985
- Cytheromorpha laevigata Puri, 1954 †
- Cytheromorpha limonensis Swain & Gilby, 1967
- Cytheromorpha longiformis (Weber, 1937) Morkhoven, 1963 †
- Cytheromorpha macroincisa Hazel, 1983 †
- Cytheromorpha manningensis Brouwers, 1994 †
- Cytheromorpha marcida Poag, 1972 †
- Cytheromorpha milleri Dingle & Honigstein, 1994
- Cytheromorpha molniai Brouwers, 1990
- Cytheromorpha monsymeria Margerie, 1968 †
- Cytheromorpha nanwanica (Hu, 1981)
- Cytheromorpha newportensis (Williams, 1966) Cronin, 1979
- Cytheromorpha ornata Haskins, 1971 †
- Cytheromorpha ornatissima Margerie, 1968 †
- Cytheromorpha ouachitaensis Howe & Chambers, 1935 †
- Cytheromorpha paracastanea (Swain, 1955)
- Cytheromorpha parameridionalis (Benson & Maddocks, 1964) Whatley & Keeler, 1989
- Cytheromorpha pascagoulaensis (Descamps, 1978)
- Cytheromorpha pascagoulaensis Mincher, 1941 †
- Cytheromorpha pittsi Smith (J.K., 1978 †
- Cytheromorpha protapheles Bold, 1963 †
- Cytheromorpha reticulata Smith J.K., 1978 †
- Cytheromorpha robertsonoides Swain, 1963 †
- Cytheromorpha rosefieldensis Howe & Law, 1936 †
- Cytheromorpha rostrata Hu, 1977 †
- Cytheromorpha scobina Poag, 1972 †
- Cytheromorpha scrobiculata Alexander, 1934 †
- Cytheromorpha smithi Smith J.K., 1978 †
- Cytheromorpha subalpina Scherer, 1964 †
- Cytheromorpha taderdourtensis Andreu & Ettachfini, 1994 †
- Cytheromorpha unifossula Crane, 1965 †
- Cytheromorpha unisulcata (Jones, 1856) Keen, 1968 †
- Cytheromorpha varia Ducasse, 1967 †
- Cytheromorpha vicksburgensis Howe in Howe & Law, 1936 †
- Cytheromorpha warneri Howe & Spurgeon in Howe, Hadley et al., 1935 †